# Arthur-Richard Rouxelin de Formigny de La Londe
Arthur-Richard Rouxelin de Formigny de La Londe, né le 29 avril 1831 à Caen où il est mort le 7 juin 1898, est un historien et collectionneur français.

## Biographie
Rouxelin est l’auteur d’un grand nombre de publications touchant à l’archéologie l’agriculture, l’horticulture, etc. en Normandie. Outre ses nombreuses publications, il est également l’auteur de notices, rapports, discours de distributions des récompenses horticoles et agricoles, publiés dans les journaux l’Ordre et la Liberté, le Moniteur du Calvados, le Bulletin monumental, les Bulletins des Sociétés d’Agriculture, d’Horticulture, des Antiquaires, etc.
Collectionnant les livres normands, il en possédait quelques uns de rares, tels que la première édition des Recherches et antiquitez de la ville et Université de Caen de Charles de Bourgueville (1588), un Vauquelin de la Fresnaye, les Traités du Vin et du Cidre, l’Origine des Macreuses, les œuvres de Salomon de Caus, les œuvres de Moisant de Brieux, ete., etc. Il possédait également 150 tableaux à la gouache par son trisaïeul, et quelques autres tableaux ; des manuscrits sur divers sujets, deux François Richard de la Londe, son trisaïeul ; enfin, il possédait un Christ original de François Girardon, daté de 1698, et signé. Le tout à son château de la Londe, à Biéville-Beuville. Enfin, il avait, au château de la Viéville, appartenant à sa femme, une esquisse par Jouvenet, qu’il avait faite pour le Palais de Justice de Rouen, aujourd’hui détruit, et dont le sujet était le Triomphe de la Justice. Il possédait une copie du portrait de l’abbé de Boismont, qui était un arrière-grand-oncle de sa femme, née de Captot.
Il été membre à de nombreuses sociétés savantes, présidant notamment l’Académie des Sciences, Arts et Belles-Lettres de Caen, la Société des Antiquaires de Normandie, la Société d'agriculture et de commerce de Caen, la Société centrale d’Horticulture de Caen et du Calvados. Il a également été inspecteur de la Société française d'archéologie pour le Calvados et membre de son comité permanent, inspecteur de l’Association normande pour le canton de Douvres et de Montfort-sur-Risle, membre honoraire de la Société d’Horticulture de la Seine-Inférieure, membre fondateur de la Société des bibliophiles normands et du Comité des Courses de Caen, membre de la Société de l'histoire de Normandie, de la Société des bibliophiles rouennais, de la Société libre d'agriculture, sciences, arts et belles-lettres de l'Eure, de la Société des agriculteurs de France, de la Société nationale d'horticulture de France, de l’Académie des sciences, belles-lettres et arts de Rouen, de la Société d’Agriculture de la Seine-Inférieure et de celle de Bayeux, de la Société Académique des Basses-Pyrénées, des Sociétés d’Horticulture de Cherbourg, Lisieux, Pont-Lévêque, etc.
Il était l’arrière-petit-fils de François-Richard de La Londe, ingénieur, poète, peintre et musicien, membre de l’Académie des Belles-Lettres de Caen, et l’un des dix-sept fondateurs de la Société d’Agriculture de la Généralité de Caen, auteur d’un plan, d’une vue de la ville de Caen (1747), d’une vue de son université, de mémoires historiques, de poésies publiées séparément ou dans des Mémoires de l’Académie des Belles-Lettres de Caen, le Mercure de France et le petit-fils de Jacques-François Richard de la Londe. Il avait relevé le nom qu’il tenait de sa mère, Marie-Catherine-Pauline de la Londe, veuve de M. Victor-Léon Rouxelin de Formigny, morte le 20 juillet 1880, chez la marquise d’Haleine, sa fille, au château de Mutrecy.